# Jurasovo
Jurasovo (ryska: Юрасово) är en ort i Rjazan oblast i Ryssland, belägen cirka 15 kilometer sydost om staden Rjazan. 